# Mount Archer, Antarktis
Mount Archer är ett berg i Antarktis. Det ligger i Östantarktis. Australien gör anspråk på området.
Terrängen runt Mount Archer är kuperad åt sydost, men åt sydväst är den platt. Trakten är obefolkad. Det finns inga samhällen i närheten.